# Simon Dach

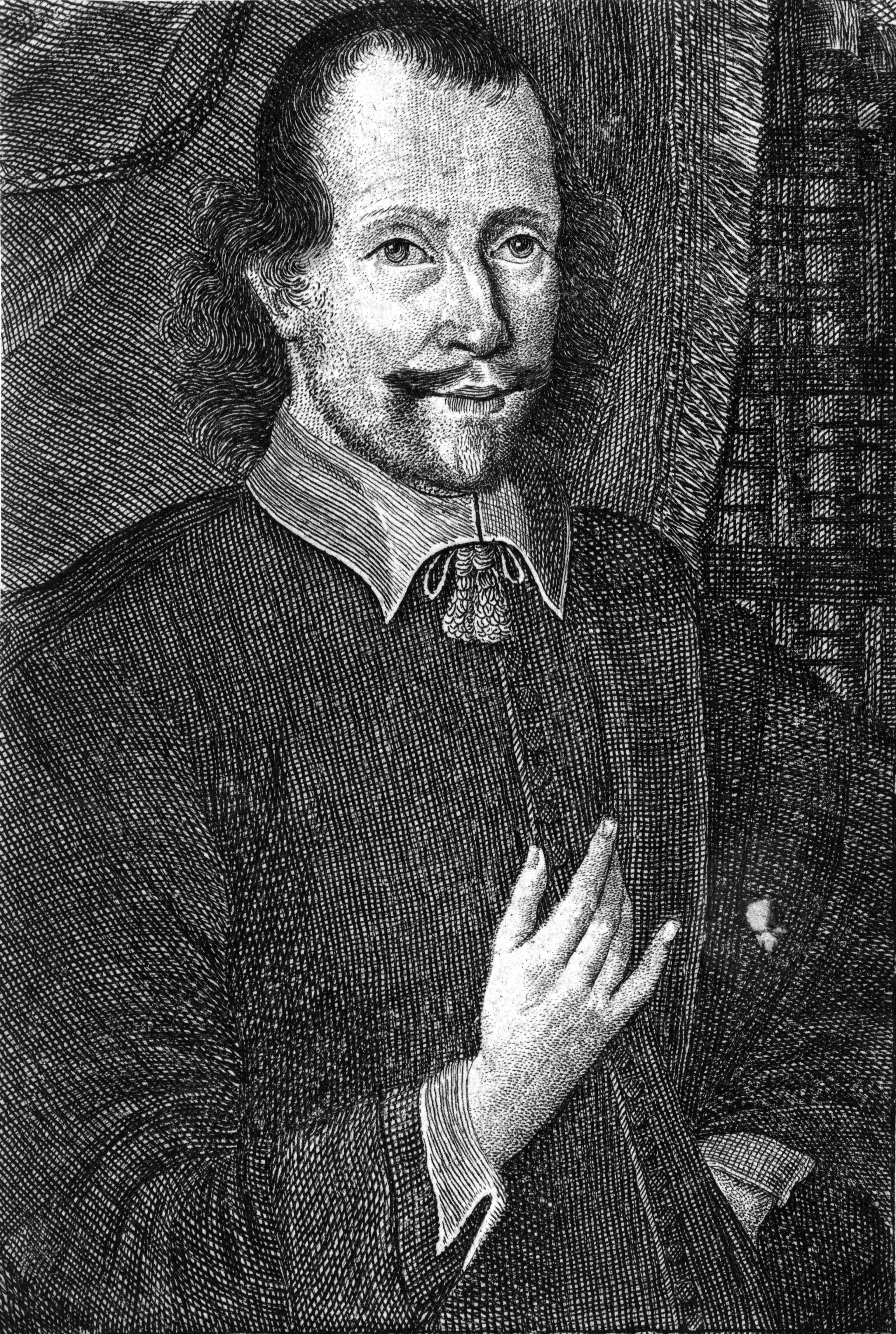
Retrato de Simon Dach.

Simón Dach (Memel, 1605 - Königsberg, 1659) fue un poeta alemán.
Su ciudad natal pertenecía en aquella época a Alemania y, en la actualidad, con el nombre de Klaipeda, forma parte de Lituania. Su padre era intérprete de los tribunales. Frecuentó las universidades de Königsberg y Wittemberg y en ellas estudió Filosofía y Teología. 
En 1634 fue nombrado profesor de la escuela capitular de Königsberg y en 1639 pasó a enseñar poesía en la Universidad de esta misma ciudad, donde fundó, junto con algunos amigos —Johan Stobäus, Heinrich Albert  y Robert Robertin— una 'Musikalische Kürbishütte'. 
En 1644, y con motivo de los festejos conmemorativos del primer centenario de ese centro universitario escribió un libreto al que puso música Albert y que los estudiantes representaron; en él celebra la expulsión de la barbarie de Prusia por obra de las musas y bajo la guía del Margrave Elector Jorge Guillermo I de Brandeburgo, a quien el poeta admiraba y glorificaba en sus poemas. 
En 1658, este le regaló una pequeña propiedad, lo cual le permitió dedicarse tranquilamente, aunque por poco tiempo, a las actividades poéticas. Junto con las de Gerhardt  y Testeegen, sus "Poesías" pertenecen al repertorio de cantos de las festividades religiosas protestantes y revelan una particular simplicidad interna. Fueron reunidas y publicadas póstumamente (1696) con el título de "Poetische Werke" (Obra poética).
Se atribuye también a Dach un poema en dialecto bajo alemán: Ännchen von Tharau.
Otras obras:
- "Rosa de Brandeburgo" (1661).